# Bourtaïl
Bourtaïl  è un comune del Ciad situato nel dipartimento di Ouara, provincia di Ouaddaï.